# Dialectica pavonicola
Dialectica pavonicola är en fjärilsart som först beskrevs av Lajos Vári 1961.  Dialectica pavonicola ingår i släktet Dialectica och familjen styltmalar. Inga underarter finns listade i Catalogue of Life.